# Limacia annulata
Limacia annulata is een slakkensoort uit de familie van de Polyceridae. De wetenschappelijke naam van de soort is voor het eerst geldig gepubliceerd in 2000 door Vallès, Valdés & Ortea.